# Matteo Tondi
Matteo Tondi (San Severo, 21 dicembre 1762 – Napoli, 16 novembre 1835) è stato uno scienziato e mineralogista italiano.

## Biografia e studi
Figlio di Severino ed Eufrasia Cannavino, studiò fisica, chimica, matematica e medicina nella città natale, allievo di Antonio Gervasio, e conseguì la laurea in medicina presso l'università di Napoli, dove fu il primo a insegnare la chimica pneumatica, pubblicando il trattato Istituzioni di chimica nel 1787.
Ferdinando IV lo scelse nel 1789 per una spedizione mineralogica in Germania, Ungheria e Inghilterra, grazie alla quale Tondi scoprì una nuova classificazione dei metalli basata sulla maggiore o minore affinità coll'ossigeno. Nel viaggio era accompagnato da cinque colleghi: Carmine Antonio Lippi, Giovanni Faicchio, Giuseppe Melograni, Vincenzo Raimondini e Andrea Savaresi. Nel 1789 soggiornò presso l'Accademia Montanistica di Schemnitz (Banská Štiavnica), e qui, oltre che dal platino, riuscì a ottenere regoli metallici da minerali di manganese, molibdeno e tungsteno, nonché i rispettivi metalli dagli ossidi di calcio, manganese e bario. Per complimentarsi, il barone di Born, autorità nel campo della metallurgia, inviò a Tondi un campione della collezione di fossili Raab.
Durante i suoi viaggi (che lo portarono in Francia, in Spagna e in altre regioni del vecchio continente) Tondi mise insieme una ricca collezione di fossili, non soltanto europei, ma anche asiatici e americani, collezione che fu poi il nucleo del Museo di mineralogia dell'università di Napoli.
Rifugiatosi a Parigi per motivi politici nel 1799, riordinò il museo dei minerali della capitale francese, fu professore aggiunto alla cattedra di mineralogia nel Museo di Storia Naturale accanto a Déodat de Dolomieu, istituì la cattedra di geognosia e pubblicò una storia generale dei fossili. Fu collaboratore con René Just Haüy per la compilazione del classico Traité de minéralogie. Lo stesso Haüy, come prova di stima, gli donò una coppa d'argento. Rientrato a Napoli nel 1811, fu nominato ispettore generale delle acque e delle foreste, attività che gli permise di dedicarsi a nuovi studi naturali e pubblicarne i risultati (un saggio sulla caccia nel 1815 e un altro sulla scienza silvana nel 1821). Nel 1815, in virtù della sua notorietà scientifica, fu invitato a ricoprire la cattedra di orittognosia dell'università partenopea (condivise la carica con Raimondini) e la direzione del Real Museo Mineralogico, curando poi l'edizione dei suoi Elementi di orittognosia (1817) e Elementi di oreignosia (1824), nonché di altri numerosi saggi, pubblicati negli atti della Reale Accademia napoletana delle Scienze.
A lui è intitolato il Liceo Classico di San Severo, sua città natale.

## Opere di Matteo Tondi
- Istituzioni di chimica, Napoli, per i tipi di Simone, 1786.
- Relazione di due interessanti malattie curate col celebre specifico delle lucertole, Napoli, 1788.
- Viaggio in Spagna, Parigi, 1808.
- Istruzione sulla seminagione e sulla piantagione de' boschi, Napoli, 1813.
- La caccia, considerata come prodotto silvano, Napoli, 1815
- Discorso pronunziato nel 1816 in occasione dell'apertura della cattedra di Geognosia, Napoli, 1817.
- Elementi di orittognosia, Napoli, 1817.
- La scienza silvana ad uso de' forestali, Napoli, 1821.
- Elementi di oreinognosia, Napoli, 1824.
- Catalogo delle collezioni orittologica ed oreognostica del fu cav. Matteo Tondi, Napoli, 1837.